# بدر الدويلة
بدر فهد علي الدويلة وزير كويتي سابق من مواليد 8 فبراير 1959 ، وهو شقيق النائب السابق مبارك الدويلة ، والنائب السابق ناصر الدويلة.

## السيرة الذاتية
ولد بدر فهد علي فهد محمد فهد الدويلة الرشيدي في الكويت عام 1959 ، وهو حاصل على شهادة الليسانس بالحقوق من جامعة الكويت عام 1981 وشهادة الماجستير بالقانون من جامعة ميامي في الولايات المتحدة الامريكية عام 1985 ، عمل محاميا للدولة من عام 1985 - 1993 ، كما عمل مستشارا قانونيا لمكتب الاستثمار الكويتي في لندن 1993 - 2006 ، كم عمل مستشارا في الفتوى والتشريع 2006 - 2008 ، ثم عُين وزيرا للشؤون الاجتماعية والعمل في 28 مايو 2008 في الوزارة الخامسة والعشرون، واعيد تعينه مرة أخرى وزيرا للشؤون الاجتماعية والعمل في 12 يناير 2009 في الوزارة السادسة والعشرون.